# 福格爾山
47°41′14″N 11°28′53″E / 47.68735°N 11.48143°E

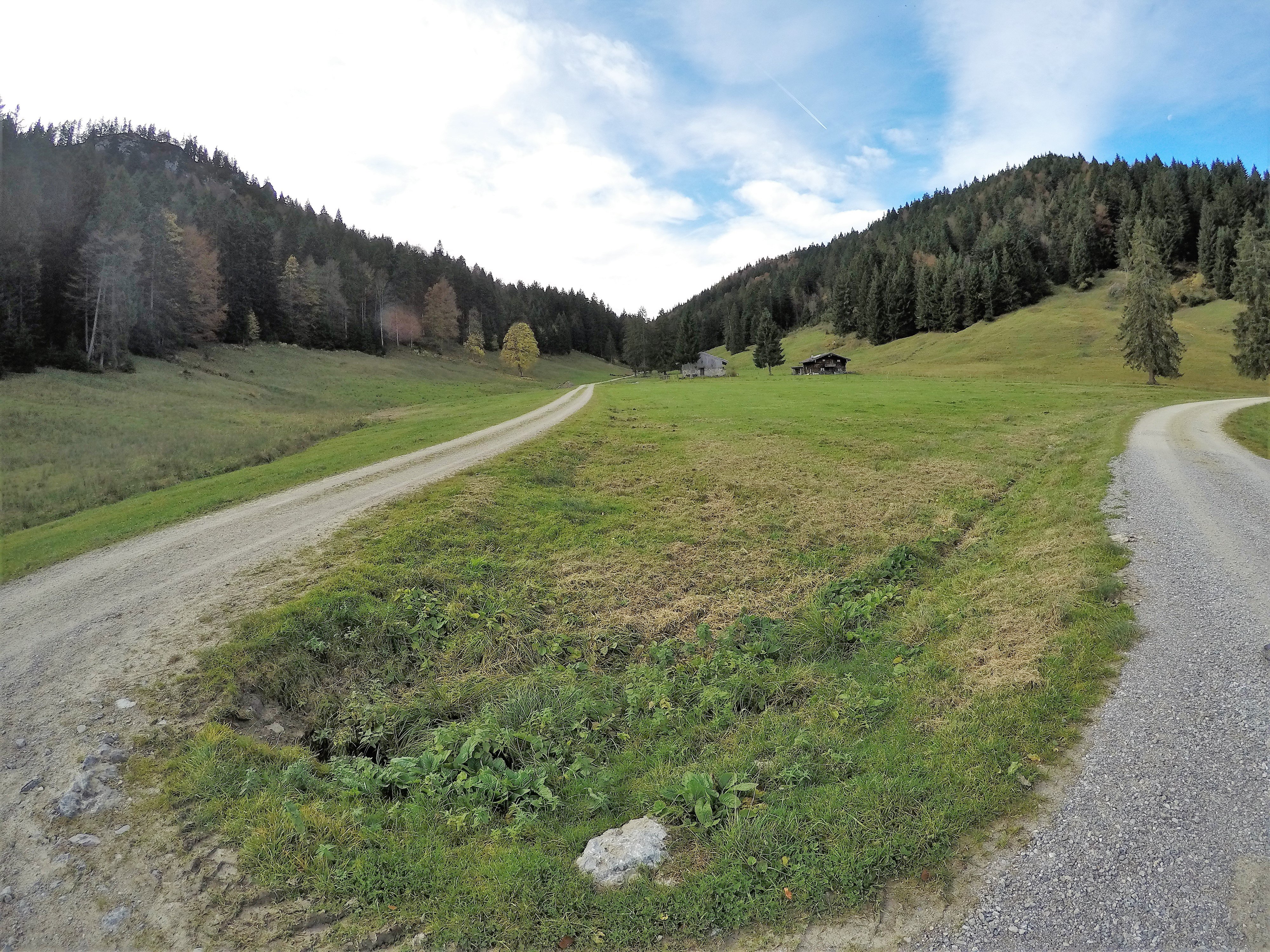

福格爾山（德語：Vogelkopf），是德國的山峰，位於該國東南部，由巴伐利亞負責管轄，屬於巴伐利亞前阿爾卑斯山脈的一部分，海拔高度1,210米，每年平均降雨量1,764毫米。